# Эссиг, Эдвард
Эдвард Оливер Эссиг (англ. Edward Oliver Essig; 29 сентября 1884, Arcadia, Индиана — 23 ноября 1964, Лафейетт, Калифорния) — американский энтомолог, историк науки.

## Биография
В 1888 году Эссиг с семьей переехал в Юрику, штат Калифорния. Образование получил в Помонском колледже, где занимался энтомологией и ботаникой. В 1909 году получил степень бакалавра, а в 1912 году — степень магистра. В 1910/11 годах был комиссаром по садоводству округа Вентура, а затем стал секретарем Комиссии по садоводству штата Калифорния (которая позже стала Департаментом сельского хозяйства). В 1914 году стал инструктором энтомологии в Калифорнийском университете в Беркли, ассистентом профессора в 1916 году, адъюнкт-профессором в 1921 году и профессором в 1928 году. С 1943 по 1951 год возглавлял кафедру энтомологии и паразитологии. В 1954 году стал почётным профессором.
Как энтомолог, специализировался на жуках (отряд Hemiptera) (особенно тлях), а также занимался вопросами применения энтомологии в сельском хозяйстве. Написал учебники по насекомым и историю энтомологии. В его честь назван Энтомологический музей Эссига в Беркли.
Вместе с Э. Гортоном Линсли был инициатором создания Калифорнийской службы по изучению насекомых (CIS), которая была образована в 1939 году. Он также ввёл первые курсы по патологии насекомых в США. Как ботаник, интересовался фуксиями и был страстным садоводом. В 1932 году был избран президентом Американского общества фуксий, одним из основателей которого он являлся, и региональным вице-президентом Американского общества ирисов. В 1936 году был награждён медалью Дайкса Королевского садоводческого общества Великобритании за выращивание ирисов.
Был членом Американской ассоциации содействия развитию науки и Калифорнийской академии наук, членом Энтомологического общества Америки и его президентом в 1938 году, президентом Калифорнийского энтомологического клуба в 1931 году, президентом Американской ассоциации экономических энтомологов в 1944 году и президентом Энтомологического общества Тихоокеанского побережья с 1933 по 1936 и с 1941 по 1952 год. В 1932 году Министерство сельского хозяйства Франции назначило его Кавалером за заслуги в области сельского хозяйства.